# Санта-Бранка
Санта-Бранка (порт. Santa Branca) — муниципалитет в Бразилии, входит в штат Сан-Паулу. Составная часть мезорегиона Вали-ду-Параиба-Паулиста. Входит в экономико-статистический микрорегион Сан-Жозе-дус-Кампус. Население составляет 15 009 человек на 2006 год. Занимает площадь 275,004 км². Плотность населения — 54,6 чел./км².
Праздник города — 22 мая.

## История
Город основан в 1832 году.

## Статистика
- Валовой внутренний продукт на 2003 составляет 130.125.794,00 реалов (данные: Бразильский институт географии и статистики).
- Валовой внутренний продукт на душу населения на 2003 составляет 9.234,02 реалов (данные: Бразильский институт географии и статистики).
- Индекс развития человеческого потенциала на 2000 составляет 0,796 (данные: Программа развития ООН).

## География
Климат местности: субтропический. В соответствии с классификацией Кёппена, климат относится к категории Cwa.

## Галерея
- Мост